# نیروهای مسلح عراق
نیروهای مسلح عراق (عربی:  القوات المسلحة العراقیة) نیروهای نظامی کشور عراق است، که از ۳ شاخه اصلی شامل؛ نیروی زمینی عراق، نیروی هوایی عراق و نیروی دریایی عراق، همچنین نیروهای عملیات ویژه عراق و حشدالشعبی تشکیل می‌شود. بر پایه قانون اساسی این کشور، رئیس‌جمهور عراق فرماندهی کل نیروهای مسلح را برعهده دارد.
ارتش عراق در دهه ۱۹۲۰ در دوران قیومیت بریتانیا بر عراق تأسیس شد و از آن هنگام تاکنون در جنگ‌های بین‌المللی و داخلی و کودتاهای متعددی درگیر شده‌است. بین سال‌های ۱۹۳۶ تا ۱۹۴۱، شش کودتای نظامی به دست ارتش اتفاق افتاد. آن‌ها در سال ۱۹۴۱ در جنگ انگلیس و عراق شرکت کردند. سه بار در کنار متحدان عرب خود در سال‌های ۱۹۴۸ (نخستین جنگ اعراب و اسرائیل)، جنگ شش‌روزه ۱۹۶۷ و جنگ یوم کیپور ۱۹۷۳ با اسرائیل جنگیدند. این کشور همچنین ۲ بار با کردهای جدایی‌طلب شمال عراق سال‌های ۱۹۶۱ تا ۱۹۷۰ و ۱۹۷۴ تا ۱۹۷۵ جنگ داشتند. 
نیروهای مسلح عراق در فاصله سال‌های ۱۹۸۰ تا ۱۹۸۸ در خلال جنگ ایران و عراق، در طولانی‌ترین جنگ قرن بیستم، حضور پیدا کردند. پس از آن با کویت وارد جنگ شدند. تصرف این کشور منجر به حمله ائتلاف بین‌المللی به رهبری آمریکا به عراق شد، که در این جنگ، بخش بزرگی از ارتش عراق از بین رفت. در سال ۲۰۰۳ دوباره آمریکا در رأس ائتلاف دیگری با ارتش عراق جنگید. نیروهای مسلح عراق پس از تصرف کشور در سال ۲۰۰۳ موقتا منحل شد و با کمک آمریکا دوباره شکل جدیدی به خود گرفت. در عراق خدمت سربازی اجباری وجود ندارد. سن داوطلب شدن برای فعالیت در ارتش بین ۱۸ تا ۴۰ سال است و علاوه بر مردان، زنان نیز می‌توانند وارد ارتش شوند. بودجه نظامی این کشور در سال ۲۰۱۲ معادل ۲٫۸ درصد از تولید ناخالص داخلی است که از این نظر در رتبه ۲۳ دنیا قرار می‌گیرد.